# حملة الحدود الصينية البورمية 1960-1961

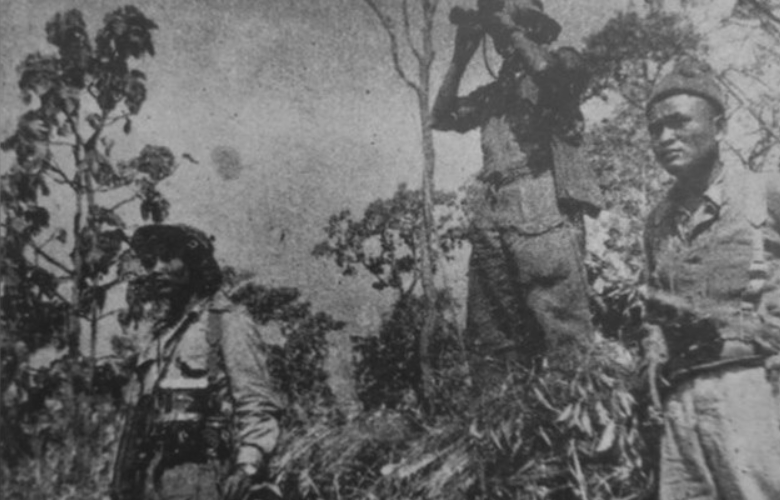

حملة الحدود الصينية البورمية، هي سلسلة من المعارك التي دارت على الحدود الصينية البورمية أو بالقرب منها بعد الحرب الأهلية الصينية، مع جمهورية الصين الشعبية الشيوعية واتحاد بورما من جهة وجمهورية الصين القومية من جهة أخرى. تُعرف هذه الحملة رسميًا في الصين باسم عملية مسح الحدود الصينية البورمية وتأمينها.

## خلفية
انسحبت بعض القوى القومية المتواجدة في الصين إلى بورما واستمرت في القتال هناك بعد الثورة الشيوعية الصينية، في حين سحبت الحكومة القومية في تايوان القوة الباقية على الحدود بين الصين وبورما والتي بلغ مجموعها أكثر من 6500 جندي في مايو 1954 بسبب الضغوطات الدولية. ومع ذلك، رفض العديد من القوميين المتحمسين الانسحاب إلى تايوان وقرروا البقاء في بورما ومواصلة النضال ضد الشيوعية، فأرسلت الحكومة القومية نائب القائد العام، ليو يوانلين، إلى بورما لقيادة هذه القوات بشكل أفضل وتشكيل جيش المتطوعين المعادين للشيوعية في يونان في يونيو 1954. وصلت القوة القومية في شمال بورما إلى ذروتها في بداية ستينيات القرن العشرين، مع ما يقارب عشرة آلاف جندي بالمجمل. كان هيكل القوات القومية في شمال بورما مختلفًا عن الهيكل العسكري العادي، إذ نُظم جيش المتطوعين المعادي للشيوعية في يونان الصينية في خمسة جيوش، يتكون كل منها من اثنين إلى ثلاثة فرق، وكل واحدة من هذه الفرق بدورها تتكون من اثنين إلى ثلاثة أفواج؛ في حين استُغني عن هيكل مستوى الألوية بشكل تام. تميز أفواج جيش المتطوعين المعادي للشيوعية في يونان الصينية بالتفاوت الكبير في أعدادها، إذ تراوح عدد الجنود في كل فوج بين من عشرين جنديًا وأكثر من ألف جندي. سيطرت القوة القومية على منطقة يبلغ طولها 300 كيلومتر على طول الحدود بين الصين وبورما، وتعمقت في الداخل على امتداد 100 كيلومتر. كانت منطقة السيطرة القومية عبارة عن مناطق غابات جبلية نموذجية، مع استمرار موسم الأمطار فيها لستة أشهر وانتشار الضباب فيها معظم الوقت. كان التنقل في المنطقة صعبًا للغاية حيث لم يكن هناك الكثير من الطرق والمسارات، بالإضافة إلى قساوة الظروف البيئية والطبيعية.
زار رئيس الوزراء البورمي ني وين الصين في 28 يناير 1960، ووقع اتفاقًا يهدف إلى حل النزاعات التاريخية بين الصين وبورما، كما زار رئيس الوزراء البورمي يو نو ورئيس الأركان العامة البورمي الجنرال ني وين الصين مرةً أخرى في 1 أكتوبر 1960، ووقعا معاهدةً حدوديةً جديدةً مع رئيس الوزراء الصيني تشوان لاي. اتفق الجانبان في مايو 1960 على القضاء المشترك على القوة القومية الصينية في المنطقة الحدودية قبل توقيع معاهدة الحدود، وبما أن المعاهدة تتطلب مسح الحدود بين الصين وبورما لترسيمها، فقد قدمت ذريعة للعمل العسكري فيها.

## تمهيد
أمرت القيادة العليا الشيوعية منطقة كونمينغ العسكرية بالاستعداد للحملة العسكرية في أكتوبر 1960، وعقد الشيوعيون والحكومة البورمية مؤتمرًا مشتركًا بشأن مسألة القوة الشيوعية التي تقاتل في بورما في أوائل نوفمبر من نفس العام. ترأس العميد أونغ جي وسان يو الوفد البورمي، في حين كان الممثلون الشيوعيون الصينيون برئاسة دينغ رونغتشانغ، نائب القائد العام للمنطقة العسكرية لمقاطعة يونان الصينية الشيوعية، وتشينغ شيويو، رئيس إدارة الدفاع الحدودي في قسم الحرب بوزارة الأركان العامة لجيش التحرير الشعبي الصيني. وُقعت الاتفاقية التي سمحت للقوة الشيوعية بالقتال في بورما في منطقة يبلغ طولها 300 كم على عمق 20 كم داخل الأراضي البورمية بحلول 4 نوفمبر 1960.
أصدرت اللجنة العسكرية المركزية الشيوعية أمرًا رسميًا بعبور الحدود لتدمير القوات القومية في بورما وفقًا لتوجيهات تشوان لاي شخصيًا في 14 نوفمبر 1960، حيث أكد بشكل خاص على المعنى السياسي للحملة ولم يكن ليقبل بفشل الحملة على الإطلاق. انتشرت القوة الشيوعية أساسًا في مناطق مينجما ومنجوا وسانداو، عزم الشيوعيون تجنب تشتيت العدو، بل القضاء عليه من خلال شن هجوم مفاجئ على القوميين وقطع الطريق الذي يسمح لهم بالتراجع. وُضعت بعض القيود على الإجراءات الشيوعية؛ على سبيل المثال، لم يكن مسموحًا للشيوعيين مطاردة القوميين بمفردهم في حال انسحابهم نحو الحدود بين بورما ولاوس وتايلاند، بل يجب التنسيق مع الحكومة البورمية أولًا، تمامًا مثل أي موقف آخر غير متوقع؛ كما يجب تجنب الخسائر المدنية المحلية بأي ثمن. قررت إدارة منطقة كونمينغ العسكرية الشيوعية حشد خمسة أفواج مشاة ومليشيات يبلغ مجموعها أكثر من 6500 جندي للحملة بعد تلقي هذه الأوامر، بما في ذلك فوج من الفرقة 39 للجيش 13، وفوج من الفرقة 40 للجيش 14، وثلاثة أفواج دفاع حدودية. شكل الشيوعيون قيادةً في الخطوط الأمامية في فوهاي في أوائل نوفمبر 1960 لتنسيق أعمالهم بشكل أفضل في بورما.

## النتائج
نجح الشيوعيون في طرد القوميين من قاعدتهم التي احتفظوا بها لأكثر من عقد من الزمن، وبذلك أعادوا السيطرة على منطقة تزيد مساحتها عن ثلاثين ألف كيلومتر مربع ويبلغ عدد سكانها أكثر من مئة ألف نسمة إلى الحكومة البورمية. ومع ذلك، كشفت الحملة أيضًا عن أوجه قصور خطيرة وكبيرة في الصفوف الشيوعية خاصة فيما يتعلق بمهارات القتال في حروب الأدغال. تمكن معظم القوميين المنسحبين من الفرار بنجاح إلى حدود لاوس وتايلاند بعمق عدة مئات من الكيلومترات وتشكيل قاعدة جديدة لهم، ما زالت تحت سيطرتهم حتى يومنا هذا، وذلك بسبب استغلالهم للمشاكل في صفوف الجيش الشيوعي والتي لم يُكشف عنها حتى تحليل ما بعد الحرب الشيوعية. بالنسبة للقوميين، على الرغم من فقدانهم لقاعدتهم، إلا أنهم تمكنوا مع ذلك من الاحتفاظ بمعظم قواتهم (نحو 90٪ منها) ومعداتهم والهروب بنجاح وإنشاء قواعد جديدة في منطقة أخرى. ومع ذلك، كانت المنطقة الجديدة التي سيطروا عليها أقل خصوبةً بكثير من الأرض التي فقدوها مع قاعدتهم السابقة، ما أجبرهم على زيادة اعتمادهم على إنتاج الأفيون في القاعدة الجديدة والمتاجرة به، لتصبح معظم مناطق سيطرتهم في نهاية المطاف جزءًا من المنطقة المشبوهة التي تُعرف باسم المثلث الذهبي.